# Марк Емілій Лепід Молодший
Марк Емілій Лепід Молодший (*Marcus Aemilius Lepidus Minor, 52 до н. е. — 30 до н. е.) — політичний діяч Римської республіки.

## Життєпис
Походив з патриціанського роду Еміліїв. Син Марка Емілія Лепіда, консула 46 року до н. е.
17 березня 44 до н. е. батько відправив його на Капітолій як заручника, що гарантує безпеку вбивць Гая Цезаря. У цьому ж році Марк був заручений з донькою Марка Антонія. У 37 році до н. е. Антоній спрямував до Марка Лепіда Старшого свого вільновідпущеника Каллія для перемовин під приводом укладання цього шлюбу. Проте весілля, не відбулася.
Пізніше Марк Лепід одружився з Сервілією, донькою Публія Сервілія Ісавріка. У 30 році до н. е. організував змову проти Октавіана. Був викритий Меценатом, заарештований і страчений.

## Родина
Дружина — Сервілія Ісавріка
Діти:
- Марк Емілій Лепід
- Емілія Лепіда